# イオン・クルチェル

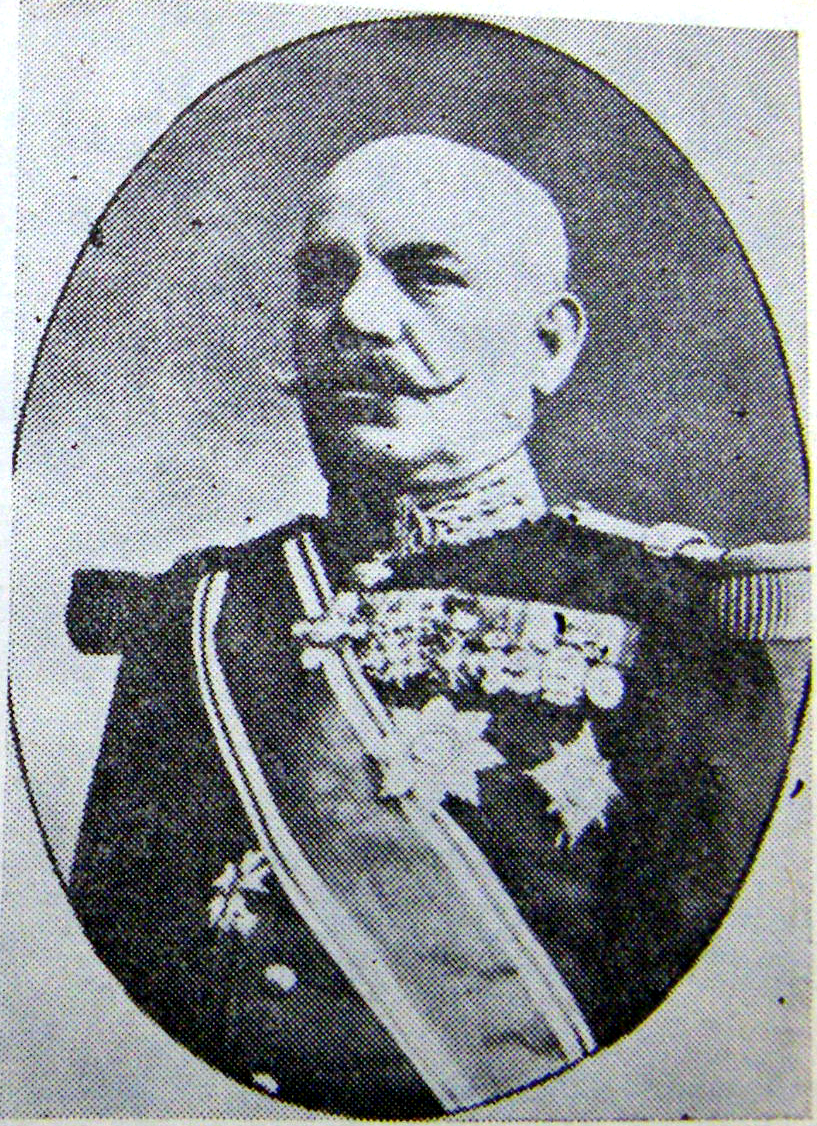
イオン・クルチェル (1916年)

イオン・クルチェル（Ioan Culcer、1853年 - 1928年）は、ルーマニアの軍人。トゥルグ・ジウ (ワラキア)出身。クルチェル家はトランシルバニア出身です。師団将軍。
公共事業大臣 (1918年1月から1918年3月)。

## 露土戦争 (1877年-1878年)
中尉。

## ルーマニア王国の介入 (第二次バルカン戦争)
ルーマニアは南ドブルジャを奪取すべく1913年7月5日に軍を動員、10日にブルガリアに宣戦布告した。ルーマニアが宣戦布告した日、イオン・クルチェル将軍率いるルーマニア第5軍（8万人）がドブルジャに侵攻、トゥトラカンからバルチクまでを前線として占領した。第5軍の騎兵はブルガリアからの抵抗がないことが明らかになるまでヴァルナ市を占領した。

## トランシルヴァニアの戦い(1916年8月から1916年10月)
ルーマニア第1軍の司令官 (1916年8月から1916年10月)。

### バトル
- Nagyszeben Offensive (勝利)
- Petrozsény Offensive (勝利)
- Battle of Mezőlivádia (勝利)
- Battle of Sellenberk (1916) (勝利)
- Battle of Nagybár (勝利)
- First Battle of Petrozsény (敗北)
- Veresmart Offensive (勝利)
- Battle of Mount Csindrel (勝利)
- Second Battle of Petrozsény (勝利)
- Battle of Kolun (敗北)
- Battle of Nagyszeben (敗北)
- Third Battle of Petrozsény (敗北)

### 占領都市（トランシルバニア）
- ペトロシャニ (8月29日から9月18日[7]; 9月25日[8]から10月1日[9])
- シビウ (9月2日から9月3日)[10]
- チスナディエ (en:Cisnădie) (8月30日[11]から9月27日[12])
- タルマチウ (en:Tălmaciu) (8月29日から9月28日)[13]
  - ルーマニアの第1軍占領地域の首都 (9月16日から9月28日)[14]
  - ルーマニア第1軍空軍基地 (3〜6機)[15][16]